# Eric I al Norvegiei
Eric Haraldsson - în norvegiană: Eirik Haraldsson - (n. 895 d.Hr. – d. 954 d.Hr., Stainmore⁠(d), Anglia, Regatul Unit), poreclit Eric Secure-Însângerată, a fost un conducător al Norvegiei din secolul al X-lea. Este considerat rege al Norvegiei pentru o scurtă durată și de două ori rege de Northumbria (947–948 și 952–954).

## Rădăcinile și copilăria
Multe detalii despre rădăcinile familiei sunt furnizate numai de sursele islandeze și norvegiene din secolele XII si XIII, care sunt o valoare istorică limitată și nesigură. Harald Fairhair, tatăl lui Eric, este portretizat ca un rege poligam și fertil, numărul fiilor săi fiind între 16 și 20. În timp ce mama lui Eric rămâne anonimă în povestirile istorice (Agrip) și în povestirile irlandeze, Heimskringla, istoricii susțin că mama lui Eric a fost Ragnhildr, fiica lui Eric, regele de sud din Iutlanda.
În conformitate cu povestirile Heimskringla și Egils, Eric a petrecut o mare parte din copilărie în custodia lui Thórir fiul lui Hróald. În anii adolescenței, încă de la vârsta de 12 ani, Eric este prezentat ca un tânăr viteaz și puternic, angajându-se într-o carieră de piraterie internațională: patru ani i-a petrecut pe coastele baltice și cele din Danemarca, Frisia și Germania, alți patru în Scoția, Țara Galilor, Irlanda și Franța, și în cele din urmă la Lappland și Bjarmaland (în ceea ce este acum nordul Rusiei). Descriind ultima călătorie în povestirea Egild, Eric a navigat pe râul Dvina în Permia, unde a prădat portul comercial de acolo.

## Căsătoria
În Viața Sfântului Cathróe of Metz scris în aproximativ 1000, sunt informații cu privire la Eric și la soția sa. Acesta relatează că după ce l-a ținut pentru ceva timp, Regele de Cumbria l-a condus pe Cathróe la Loidam Civitatem, granița dintre scandinavi și britanici. Acolo, aceștia au fost primiți de un nobil, Gunderic, apoi au fost conduși la regele Erichius în orașul York. Acest rege avea ca soție pe o rudă de-a lui Cathróe.
Având în vedere rădăcinile lui Cathróe, acest lucru înseamnă că ea era de origine britanică sau scoțiană. Acest lucru este contrazis într-o orarecare măsură de povestirile de mai târziu. Potrivit istorisirii din secolul al XIII-lea a lui Egils, consoarta din York a lui Eric a fost Gunnhildr, faimoasa mamă a regilor. Cea mai veche povestire istorică Norwegiæ, o descrie ca fiind fiica lui Gorm han Gamli, rege al Danemarcei.

## Rege al Norvegiei
Potrivit istorisirii Heimskringla, Harald și-a numit fii ca regi reprezentativi peste diferite porțiuni ale regatului și intenționa ca Eric, fiul său preferat, să moștenească tronul după moartea sa. Într-o ceartă între frații vitregi, Eric l-a ucis cu brutalitate pe Radnvald, conducătorul Hadelandului și pe Bjørn Farmann, conducător de Vestfold. Când Harald a murit, Eric l-a succedat, macelărind forțele combinate ale fraților săi vitregi, Olaf și Sigrød și câștigând controlul complet al Norvegiei. La acea vreme, cel mai tânăr și mai frumos frate vitreg a lui Eric, Haakon, și-a petrecut timpul la curtea saxonă, fiind trimis acolo pentru a fi crescut de regele Athelstan. Guvernarea lui Eric era dură și despotică, căzând repede în dizgrație în fața nobililor norvegieni. În acel moment propice, Haakon s-a întors în Norvegia, i-a găsit pe nobili dornici să-l accepte ca împărat și l-au demis pe Eric, acesta fugint în Anglia. Heimskringla specifică faptul că succesul lui Haakon a fost datorat în mare parte lui Sigurd, Conte de Lade.

## Exilul
Povestirile nordice diferă cu privire la modul în care Eric a venit în Anglia după ce a fost forțat să fugă din Norvegia. Theodoricus scrie de sosirea lui Eric în Anglia, fiind primit acolo de regele Athelstan. Similarly susține că Eric a fugit în Anglia unde a fost primit de fratele său vitreg Haakon, unde a fost botezat și a primit tărâmul Northumbria din partea regelui Athelstan. O alta sursă spune că atunci când domnia lui Eric a devenit insuportabilă, el a fost alungat și asasinat într-o expediție în Spania. Ágrip susține că Eric a venit prima dată în Danemarca, aceasta fiind țara natală a soției sale, unde se aștepta să strângă sprijin, însă textul nu face alte afirmații.

## Rege de Northumbria
Când Eric a câștigat regalitatea în Northumbria, acesta apare mult mai bine în textele istorice, chiar dacă sursele oferă doar detalii rare. Teritoriul Northumbriei, unde Eric era stăpân, fusese un tărâm care purtase lupte grele între regii saxoni de vest și nordicii descendenți din Imair, regii din Dublin.
Când regele Eadred a urmat la tron în 946, Northumbria, precum și loialitatea din Scoția, s-au dovedit a fi instabile, deși nu este nimic cunoscut cu privire la ambițiile domnitorilor rivali din acea etapă. Eadred a redus controlul Northumbriei pentru el, iar scoțienii au jurat că vor face tot ce dorește el. În 947, el l-a convocat pe Arhiepiscopul Wulfstan și pe northumbrieni la Tanshelf (în prezent Pontefract, Yorkshire de vest), cu privire la limita teritoriului Humber (lângă vechiul drum roman), unde și-au arătat devotamentul față de el. Ce s-a discutat exact rămâne neclar însă se pare că domnia engleză nu a fost primită foarte bine.
Cronicile din acea vreme raportează că northumbrienii și-au încălcat promisiunile și jurămintele la scurt timp după aceea, alegându-l pe Eric ca rege. În 948, regele Eadred i-a pedepsit aspru pe dezertorii din nord prin lansarea unui raid distructiv în Northumbria. Deși forțele lui Eadred au suferit pierderi grele în bătălia de la Castleford (Ceaster Forda) în timp ce s-au reîntors în sud, Eadred a reușit să-și verifice rivalii, promițându-le susținătorilor că va fi un haos și mai mare dacă aceștia nu il părăsesc pe Eric. Northumbrienii au preferat să potolească setea de război a regelui englez și au renunțat la Eric, plătindu-i o despăgubire.
În 949, Eric s-a reîntors în Northumbria și a preluat regatul pentru a doua oară. În cronici nu apare Eadred și se crede că acesta fusese deja orbit de fratele său, sau cel puțin așa sugerează sursele. Cronicile raportează că în 952, northumbrienii l-au izgonit pe regele Olaf și l-au acceptat pe Eric. Analele Ulster raportează o victorie a străinilor în acel an, împotriva oamenilor din Scoția și din Țara Galilor.

## Decesul
Cronicile istorice raportează decesul lui Eric într-un mod complex. Potrivit raportului cu privire la invazia din Scoția de către William I în 1072, Eric a fost scos din țară și ucis de Maccus, fiul lui Onlaf. Cu toate acestea, oamenii de știință de astăzi sunt de părere că Eric a fost asainat în exil. În concluzie, atunci când Eric a fost expulzat (și posibil să se fi aflat în căutare de sprijin), a trecut prin Cumbria, iar într-un acces de furie, oficialul său, Osulf, l-a ucis prin intermediul lui Maccus. Nu se știe cu exactitate dacă Osulf era expulzat împreună cu Eric, sau dacă acesta se afla cu el pentru a-i acorda condiții sigure de trecere prin Northumbria. Este la fel de obscur faptul că Maccus a făcut parte din escorta sa și l-a trădat imediat ce a văzut oportunitatea.